# Balder (schip, 1978)
De Balder is een diepwaterconstructieschip (Engels: Deep Water Construction Vessel), van Heerema Marine Contractors uit Leiden. Het werd in 1978 gebouwd door Mitsui Engineering & Shipbuilding in Japan als half-afzinkbaar kraanschip. In 2001 werd het omgebouwd tot DCV door Verolme Botlek BV.
De Balder is vernoemd naar de Noorse asengod Balder, onder andere geëerd als god van het licht en de lente en de welsprekendheid. Balder is de broer van Hermod. Hermod is ook de naam van het zusterschip van de Balder.

## Specificaties
De Balder heeft twee kranen, stuurboord 3600 ton en bakboord 2700 ton. Sinds de ombouw is het uitgerust met een klasse III dynamisch positioneringssysteem om op positie te kunnen blijven. Het heeft zeven 3500 kW roerpropellers en twee voortstuwingsschroeven.

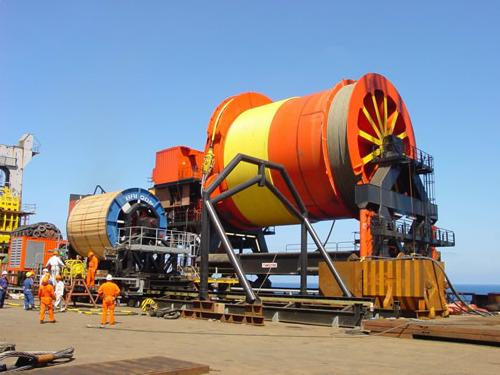
MLD Winch

Tijdens de ombouw werd een Mooring Line Deployment Winch, een meerdradeninstallatielier, geïnstalleerd, de grootste in de wereld, met een diameter van 10,5 meter en een SWL (Safe Working Load, veilige belasting) van 275 t. In 2002 werd een J-Lay toren van Huisman-Itrec geïnstalleerd. Hiermee is het mogelijk om pijp te leggen in 3000 meter waterdiepte.
Het bestaat uit twee pontons met elk drie kolommen. De vaardiepgang is ± 12 meter. Tijdens hijswerkzaamheden wordt er normaal gesproken naar 25 meter geballast. Op deze manier zitten de pontons (met een diepgang van 12 meter) ruim onder water, om het effect van deining en zeegang te verminderen. Naast het gewone ballastsysteem beschikt het schip over een zeer snel ballastsysteem voor tijdens het hijsen naar een ontwerp van Alexandre Horowitz.
Het heeft een accommodatie voor 406 personen.

## Opmerkelijke projecten
- In 1978 was Occidental’s Piper Alpha de eerste platforminstallatie met een Semi Submersible Crane Vessel.
- In 2004 werd BP's Holstein, de grootste spar in de wereld, geïnstalleerd.
- In 2005 het grootste half-afzinkbare platform, BP's Thunder Horse, geïnstalleerd.[1]
- In 2005 assisteerde het in het oprichten van BP’s Thunder Horse, dat bijna gekapseisd werd gevonden na orkaan Dennis.[2]
- In 2006 installeerde het BP’s Mardi Gras Atlantis gas export pijpleiding (24” diameter) in een recordbrekende waterdiepte van 2220 meter.